# Crozets (pasta)
Crozets of crozets de Savoie zijn kleine, platte, vierkante pasta uit de Savoie in het zuidoosten van Frankrijk. Traditioneel werden crozets thuis gemaakt op basis van boekweit, tarwe of beide. Twee bekende gerechten met deze pasta zijn crozets met diots (een Savoyaardse worst) en croziflette, een variant op tartiflette. De grootste fabrikant van crozets is Alpina Savoie uit Chambéry.

## Bereidingen

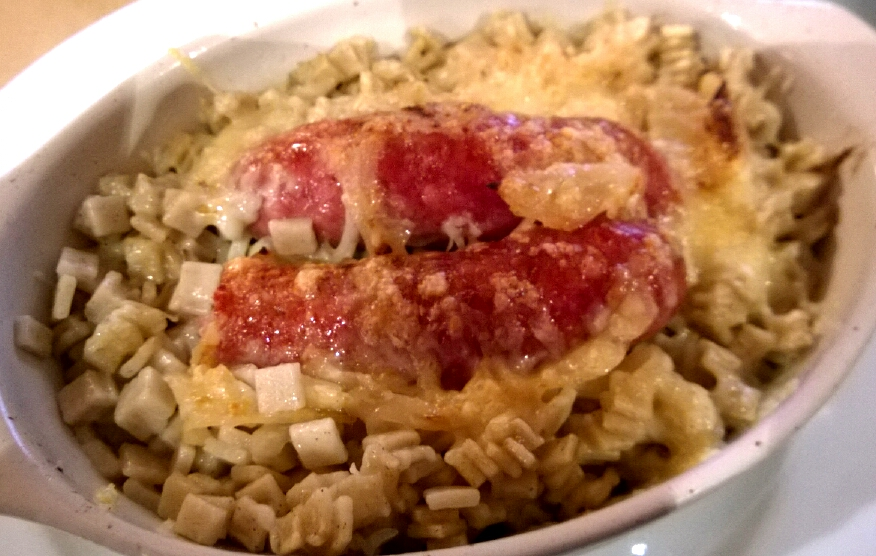
Diots aux crozets
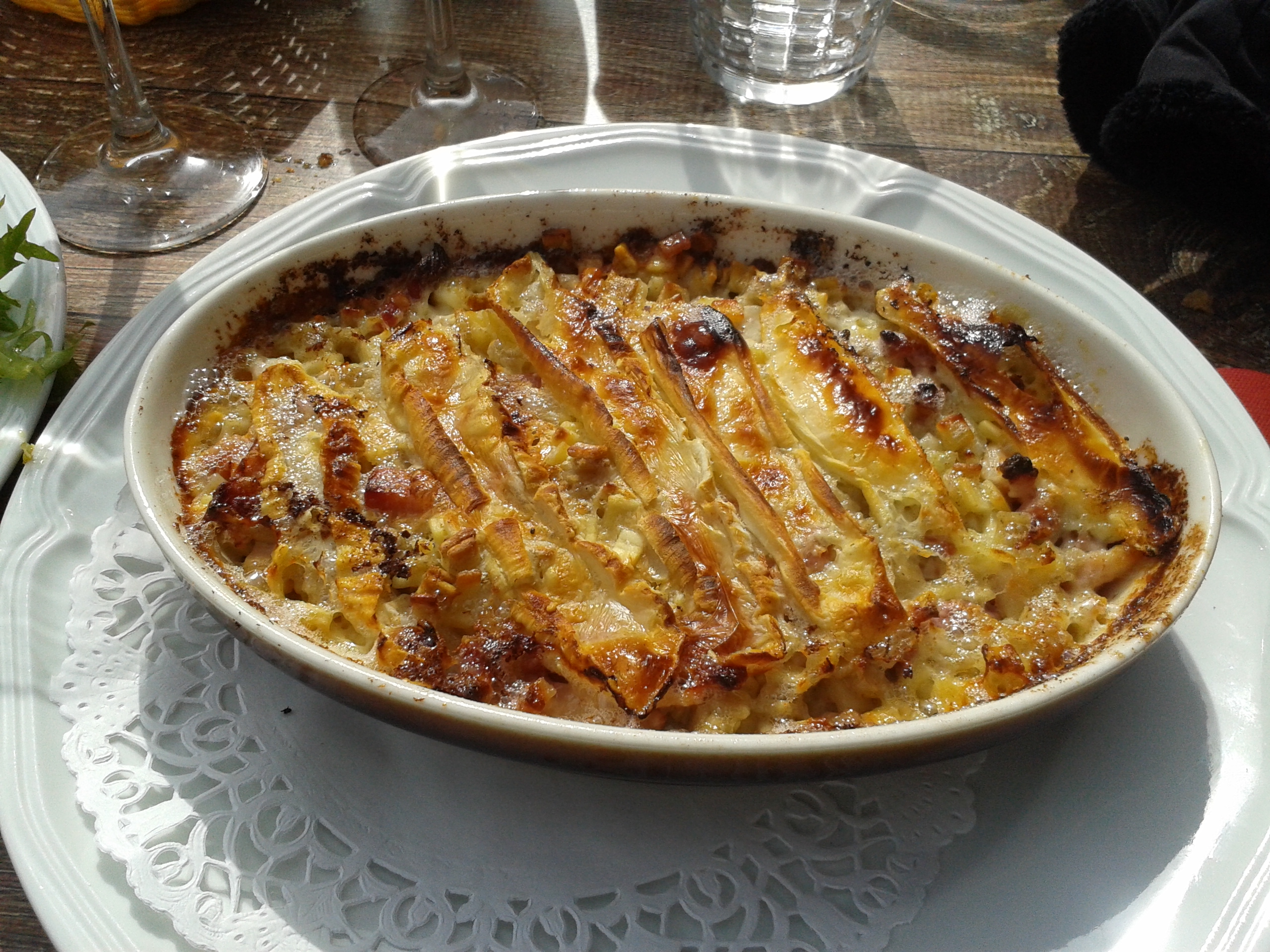
Croziflette